# Антиохийская православная церковь
Антиохи́йская правосла́вная це́рковь, или Антиохи́йский патриарха́т (греч. Πατριαρχεῖον Ἀντιοχείας); официальное название в документах на арабском в переводе на русский язык: Гре́ческий («Рум») правосла́вный патриарха́т Антиохи́и и всего́ Восто́ка (араб. بطريركية أنطاكية وسائر المشرق للروم الأرثوذكس‎) — автокефальная поместная православная церковь, занимающая третье место в диптихе автокефальных поместных церквей. Один из четырёх древних патриархатов Вселенской Церкви на Востоке. По преданию, основана около 37 года в Антиохии апостолами Петром и Павлом. С 451 года — патриархат. Является крупнейшей христианской конфессией в Сирии.
Из Антиохийской церкви вышли святые подвижники и поборники православия: преподобный Иларион Великий — основатель монашества в Палестине; святитель Иоанн Златоуст, родившийся в Антиохии и бывший там пресвитером до призвания на Константинопольскую кафедру; преподобный Иоанн Дамаскин и многие другие.
Юрисдикция: Сирия,  Турция, Ливан, Ирак, Кувейт, ОАЭ, Бахрейн, Оман, также арабские приходы в Европе, Северной и Южной Америках, Австралии.
Полный исторический титул предстоятеля Антиохийской церкви: Блаженнейший Патриарх Великой Антиохии, Сирии, Киликии, Месопотамии и всего Востока.

## История

### Начальный период. I—IV века

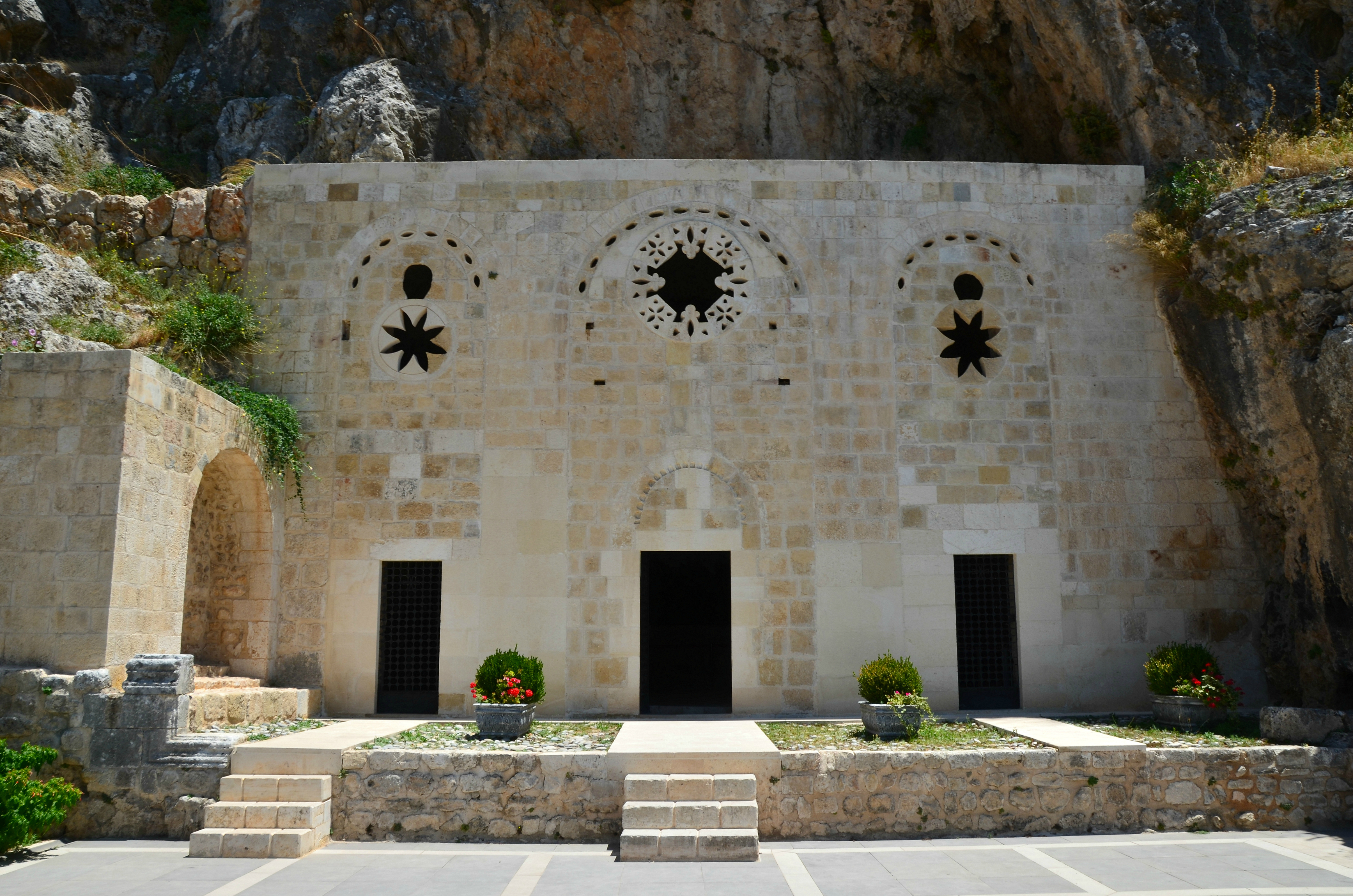
Церковь Святого Петра в Антиохии.

Церковь претендует на апостольскую преемственность от раннехристианской общины Антиохии, появившийся там благодаря деятельности Апостола Павла и Варнавы. Как писал Евангелист Лука в своих Деяниях Апостолов:
Целый год собирались они в церкви и учили немалое число людей, и ученики в Антиохии в первый раз стали называться Христианами.
Апостол Пётр был избран первым епископом Антиохии примерно в 37 году нашей эры после конфликта с Павлом произошедшего в Антиохии. Основателями Антиохийской церкви традиционно считаются апостолы Пётр и Павел, что подтверждали многие церковные писатели (Евсевий Кесарийский, св. Иоанн Златоуст, Блаженный Иероним, св. Лев I Великий). Вскоре после основания Церковь вступает в эпоху гонения на христиан, которая длилась до 313 года.
Святой Евод был епископом Антиохийским до 66 года нашей эры, и его сменил Святой Игнатий Богоносец. В 169 году нашей эры, Феофил Антиохийский написал Автолику три апологетических трактата. Патриарх Вавила Антиохийский считался первым Святым, чьи останки были перенесены в религиозных целях — эта практика стала чрезвычайно распространённой в последующие века. В 313 году императорами Константином Великим и Лицинием был составлен Миланский эдикт, разрешивший исповедание любых религий на территории империи. К этому же времени относится и начало распространения ереси арианства. Это вызвало раскол, длившийся до 381 года. Евстафий Антиохийский поддерживал Афанасия Александрийского, который выступал против последователей учения Ария (арианский спор) на Первом Никейском соборе. Во времена Мелетия Антиохийского происходил апогей борьбы с арианской ересью. Мелетий был активным противником арианства ввиду чего он был низложен императором Констанцием II, однако Мелетий не сдался и возглавил одну из групп сторонников никейского символа веры. При императоре Юлиане он был возвращён на свою кафедру, но потом был опять сослан. Возвращён на патриарший престол императором Иовианом и вновь сослан Валентом. При императоре Феодосии, который особо чтил его, был избран председательствующим на Втором Вселенском соборе.
В IV веке в Сирии распространяется монашество. В отличие от египетского, сирийское монашество на первых этапах было менее замкнутым: монахи вели миссионерскую проповедь среди язычников, активно занимались благотворительностью. В V веке возникает столпничество — уединение отшельника на горном утесе или на столпе (см. Симеон Столпник).

### Период христологических разделений. IV—VII века

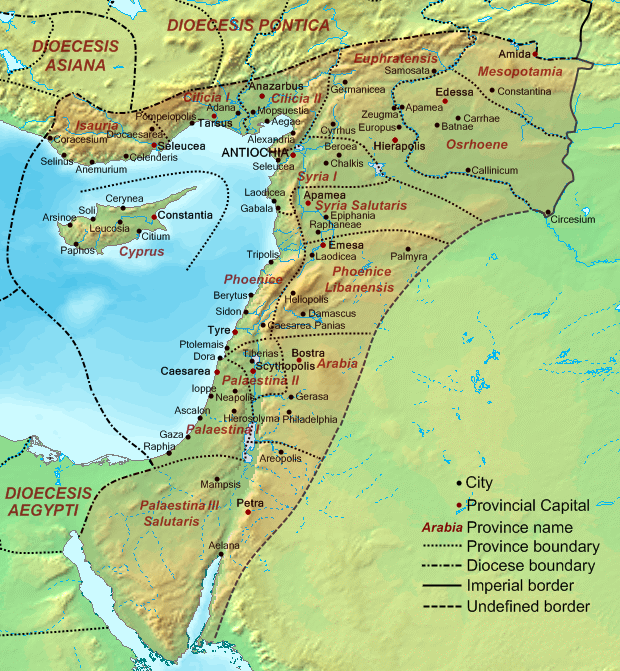
Диоцез Восток в начале V века

Учитывая древность Антиохийской церкви и важность христианской общины города Антиохия, его экономическую важность в восточной части Римской империи, Первый Никейский собор 325 года признал важность церкви, назвав её одним из главных региональных приматов в христианском мире, обладающим юрисдикцией над территорией диоцеза Восток, заложив тем самым основу для создания «Антиохийского патриархата и всего Востока». 
Антиохийской патриархат и Сирия в целом были наиболее беспокойной областью Римской империи, где в начале V века начались христологические смуты. Невзирая на то, что Антиохийская богословская школа была основоположницей диофизитской христологии, в Сирии была сильна и партия сторонников богословия Кирилла Александрийского. С фактическим разгромом несториан в Римской империи, после Халкидонского собора 451 года христологическое противоборство происходит уже между сторонниками и противниками этого собора. В 512 году патриарх Флавиан II был низложен императором Анастасием I (ум. в 518 году), и 6 ноября 512 года на синоде в Лаодикее в Сирии был избран теолог-миафизит Севир Антиохийский (ум. в 538 году), который был рукоположен 16 ноября в Золотом храме. Однако уже в 518 году он был низложен императором Юстином I (ум. 527) за пропаганду ереси. Был назначен новый патриарх, которым стал Павел Иудей. 

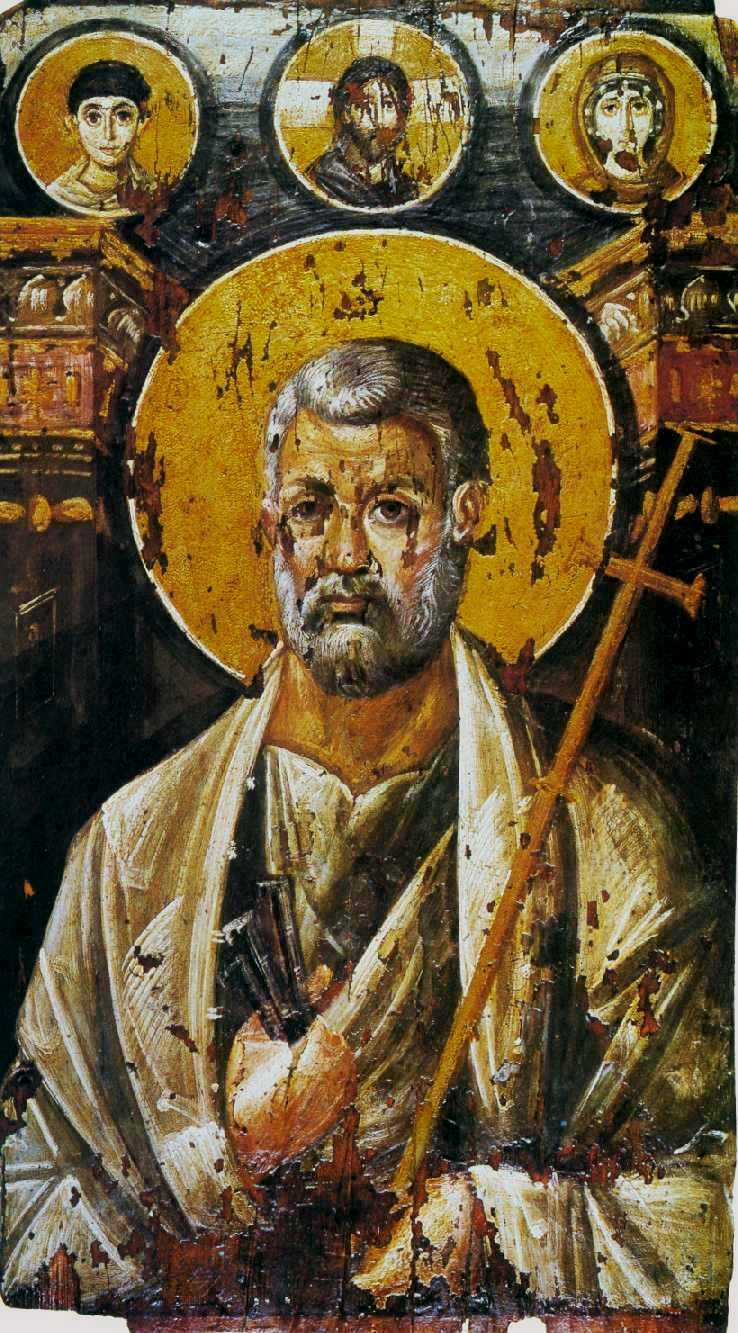
Энкаустическая икона шестого века изображающая Апостола Петра из монастыря Святой Екатерины у горы Синай, Египет.

Однако, часть клира, что не признавала решение Халкидонского собора, также отказалась признавать и нового патриарха, после чего ушла в раскол создав свою параллельную структуру во главе с Севиром, которая после окончательного этно-конфессионального разделения в империи становится Сиро-яковитской церковью. Нехалкидонская община была разделена между «севирианами» (последователями Севира) и афтартодокетианцами, и это разделение оставалось нерёшенным до 527 года. 
После изгнания с кафедры императором Юстином I миафизитского патриарха Севира Антиохийского 512—518 годы и практически полного уничтожения не признающего Халкидонского собора епископата, признаваемая государством Антиохийская церковь окончательно становится диофизитской. К этому времени относят деятельнсть эдесского монаха Иакова Барадея, который фактического воссоздал миафизитскую структуру. По сути и создав Сиро-яковитскую церковь. Это было сделано в противовес кафологической Антиохийской церкви, что привело к тому, что Сирийская церковь стала известна в народе как «якобитская» церковь, в то время как православные верующие стали известны в народе как «мелькиты», что происходит от сирийского слова, обозначающего царя, «малка» (позже это наименование было присовено себе греко-католиками).
Приверженцы Антиохийсклй церкви обычно называют себя «Рум», что в переводе с арабского означает «восточные римляне» или «азиатские греки». В этом конкретном конкурсе термин «Рум» используется в противовес термину «Юнанийюн» (араб. يونانيون‎), что в переводе с классического арабского означает «европейские греки». Название «греческий» относится к греческой литургии на койне, используемой в их традиционных молитвах и священнических обрядах.
Но до того как халкидонитский патриархат Антиохии стал чисто греческим, а нехалкидонитский чисто сирийским, не прекращались попытки поиска преодоления разделения.  В начале VII века император Ираклий, имея твёрдое намерение объединить Вселенскую церковь, посадил на все ведущие кафедры патриархов миафизитов и предложил в виде компромиссной доктрины учение монофелитства. Однако это начинание не прижилось и патриархаты снова разделились.

### Под властью арабов. VII—XI века
С 637 года Сирия попала под власть арабов. Положение греко-православных сильно осложнилось, поскольку арабы в них видели не только «неверных», но и союзников Византии. По этой причине Антиохийские греческие патриархи вынуждены были жить в изгнании в Константинополе, а после кончины Георгия II (ок. 702 года) прервалась и эта линия. Лишь в 742 году халиф Хишам разрешил избрать на Антиохийскую кафедру сирийского монаха Стефана с условием его полной лояльности. Сотрудничество с мусульманскими властями порой превышало всякие пределы. Так, например, патриарх Иов сопровождал арабскую армию в походе на Аморий в 838 году и уговаривал сдаваться византийские крепости арабам. Византийский император Никифор II Фока (963—969), одержав ряд побед над арабами освободил Антиохию и ряд других территорий. Однако военные неудачи мусульман усилили межконфессиональную напряжённость: каждый триумф Никифора провоцировал погромы христиан в Палестине и Сирии. Одной из жертв этих гонений стал Антиохийский патриарх Христофор, убитый в 967 году. Византийский период, продолжавшийся до 1084 года, стал эпохой возрождения Патриархата.

### Сельджуки и крестоносцы. XI—XVI века
В декабре 1084 года, в ходе внезапного удара, турки-сельджуки овладели Антиохией. Само по себе установление сельджукского владычества на Ближнем Востоке в конце XI века не повлекло за собой заметного ухудшения социального статуса местных христиан. В большей степени они страдали, как и остальное население, от политической нестабильности в Сирии, бесконечных войн небольших эмиратов, насильственных разделов и переделов территорий. 
В 1097 году в Восточном Средиземноморье появились европейские крестоносцы. После победы крестоносцев отношения, сложившиеся между ними и местными христианами, можно назвать «сложными и неоднозначными», а не просто дружественными или враждебными. Местные христиане, по крайней мере, чувствовали более тесные связи со своими собратьями крестоносцами-христианами, чем арабами-мусульманами. Тем не менее, некоторые учёные в целом сходятся во мнении, что отношения между православными и католиками в Утремере были хорошими. Это доказывается ростом православного населения в княжестве Антиохия, в том числе и за счёт притока беженцев из других регионов находящихся под властью мусульман. Однако, это не мешало латинянам рассматривать своих восточных единоверцев как неполноценных христиан, что проявлялось в попытках подчинить православных христиан католическому духовенству. Уже в 1100 году Патриарх Иоанн Оксита был изгнан из Антиохии, а на его место поставлен латинский прелат Бернард из Валенсии. Латинские патриархи вскоре начали замещать православных епископов католиками на завоёванных территориях. Антиохийская кафедра вынуждена была находиться в эмиграции в Константинополе. Но притеснения католиков продолжадись относительно недолго, всё закончилось в 1165 году, когда антиохийский князь Боэмунд III был вынужден обратиться за помощью к ромейскому императору Мануилу Комнину, взамен тот потребовал немедленного восстановления православной иерархии и предоставления равных с католиками прав для православных верующих, после чего в город прибыл патриарх Афанасий I, который стал заседать в соборе Святого Петра.
К 1291 году крестоносцы утратили свои последние владения на Востоке, тогда же на их место пришли фанатичные мамлюки, которые разрушали храмы, уничтожали духовенство с целью искоренить любое напоминание о христианстве. Благодаря их действиям, христиане, составлявшие в XI веке едва ли не половину населения Сирии и Палестины, через 200 лет оказались в подавляющем меньшинстве, распределившись по небольшим общинам. Особенно положение ухудшилось после падения Византии в 1453 году.
В 1342 году кафедра патриарха была перенесена в Дамаск, где пребывает по сие время.

### Под властью Османской империи. XVI—XIX века

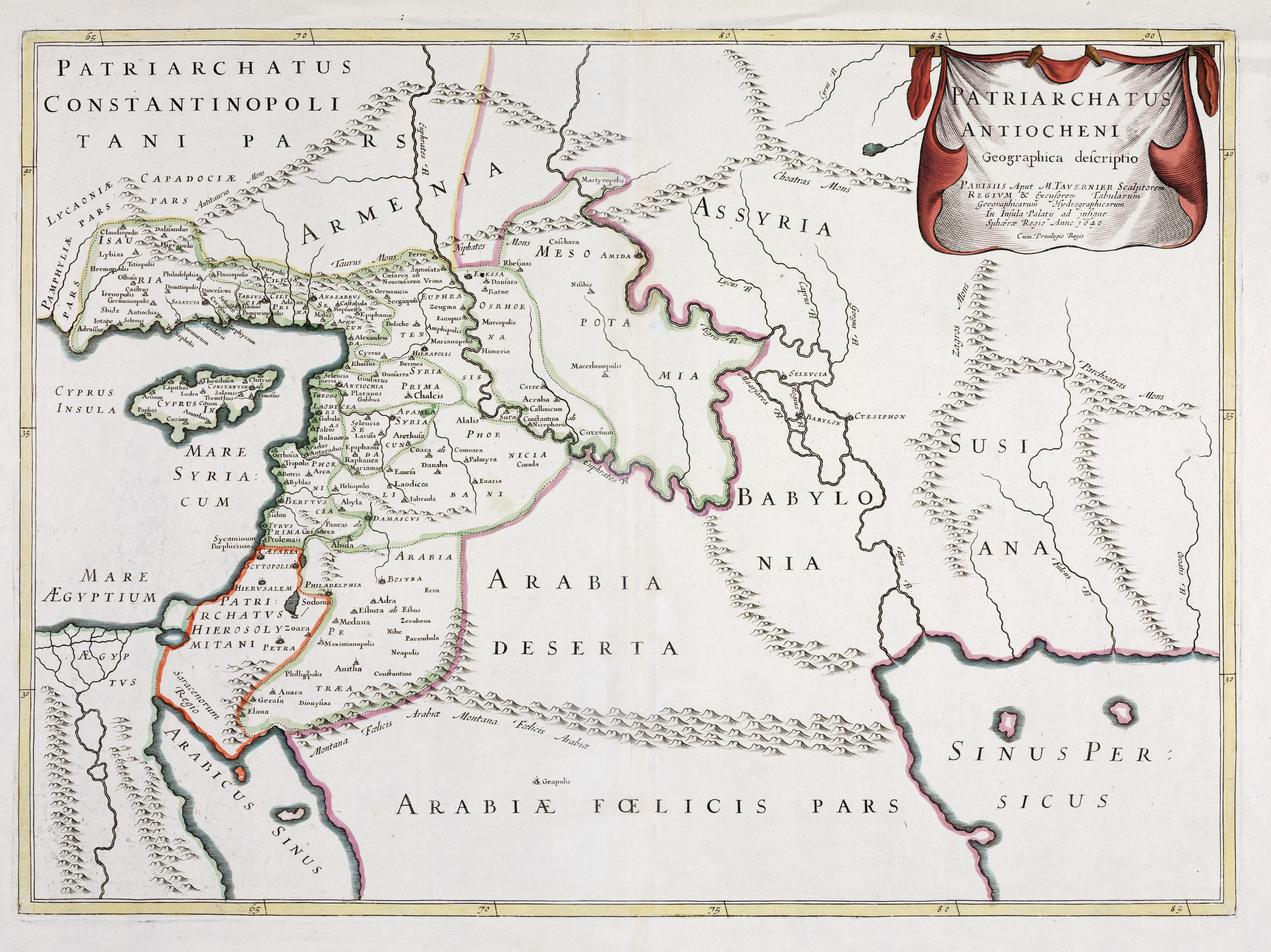
Карта Антиохийского патриархата в 1640 году, создана Мельхиором Тавернье.

В 1517 году Дамаск был захвачен Османской империей, и Антиохийский Патриарх оказался под административным началом Константинопольского Патриарха. В Сирии Церковь была обложена специальным налогом для немусульман, для скорейшей уплаты которого турки иной раз подвергали тюремному заключению даже митрополитов или Патриархов. В то же время православная община не подвергалась целенаправленным религиозным гонениям, в арабских провинциях Османской империи не отмечено случаев массовой или насильственной исламизации. Единственный период преследования православных на Ближнем Востоке связан с Греческим восстанием 1820-х годов, когда Антиохийскому Патриарху Серафиму едва удалось избежать казни.
В начале XVIII века в Антиохийской православной церкви возникло движение, выступавшее за унию с Римом. Центром сторонников унии стал Дамаск, а противников — Алеппо. В 1724 году умер патриарх Афанасий IV, назначивший преемником монаха Сильвестра, сторонника алеппской партии и противника унии. Однако дамаскцы не согласились с кандидатурой Сильвестра и избрали патриархом своего сторонника — Кирилла IV (или V или VI) (Танас). После вмешательства Константинопольского патриарха и османского правительства, поддержавших Сильвестра, Кирилл вынужден был бежать из Сирии в Ливан. Пятью годами позже папа Бенедикт XIII признал Кирилла патриархом Антиохии, что зафиксировало раскол и создание Мелькитской грекокатолической церкви.
По разным оценкам, численность православных в Антиохийском Патриархате в середине XIX века достигала 60-110 тыс. (около 8-9 % от всего населения Сирии).
В 1860 году сирийских христиан постигла трагедия, когда в Дамаске в ходе резни и погрома была уничтожена значительная часть христианской общины города и разрушены все церкви.
В 1898 году российская дипломатия, при активном участии Императорского Православного Палестинского общества, сумела добиться избрания араба-сирийца на патриарший престол, с последующим вытеснением греков из иерархии. В апреле 1899 года был избран первый патриарх-араб Мелетий (Думани). Практика избрания Антиохийского патриарха из православных арабов с тех пор сохраняется.

### Новейшая история

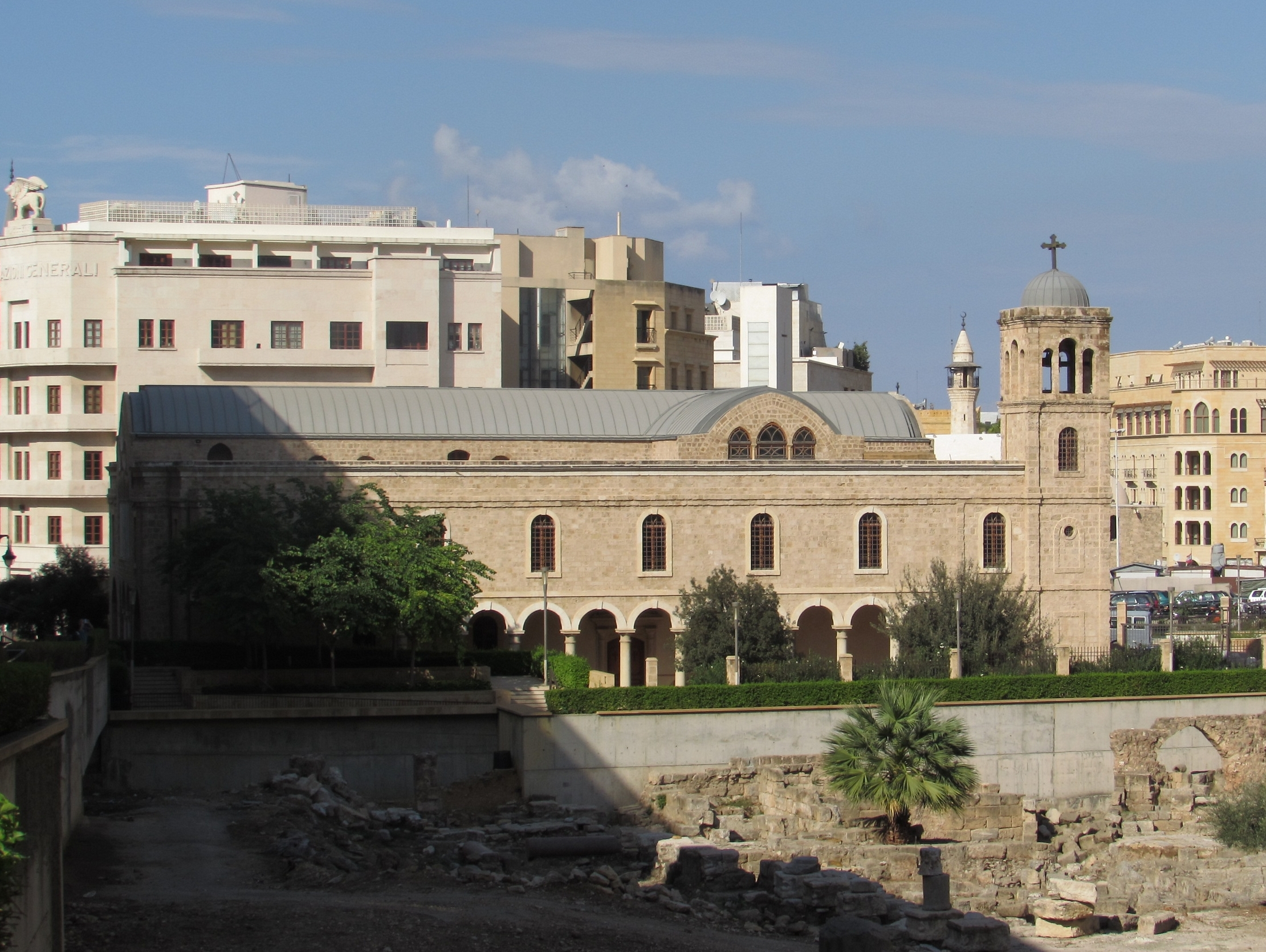
Собор в Бейруте, Ливан

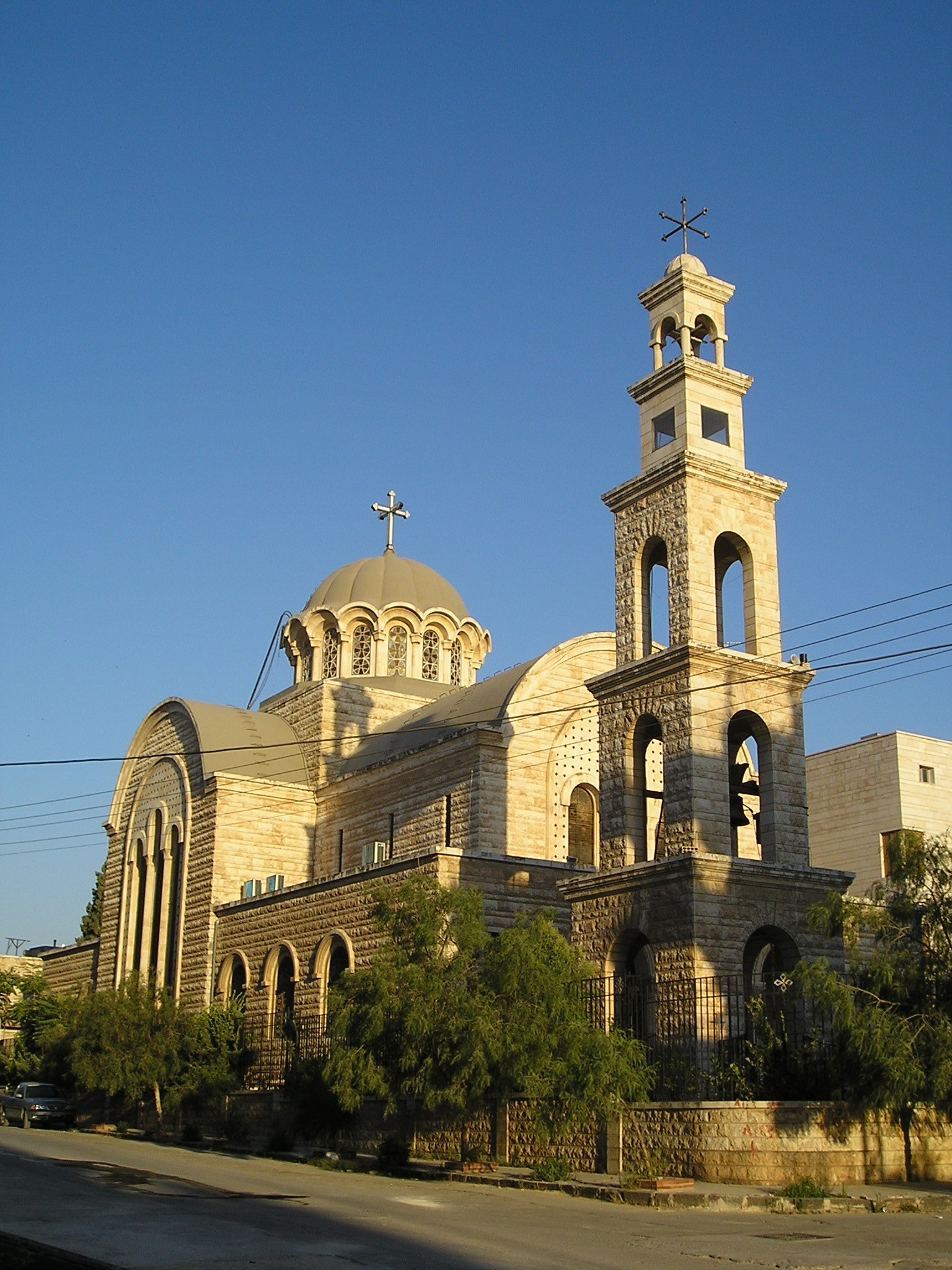
Собор Святого Георгия в Хаме, Сирия

С 1908 года Патриархия ежегодно получала по 30 тысяч рублей из личных средств российского императора (Николая II). В 1913 году патриарх Антиохийский Григорий IV совершил официальный визит в Россию, где принял участие в торжествах по случаю 300-летия дома Романовых и многих богослужениях в ряде городов империи.
По Лозаннскому договору 1923 года часть территории Антиохийской православной церкви — Киликия, Шанлыурфа и Мардин — оказалась в составе Турецкой республики; по соглашению с Грецией об обмене населением все православные были депортированы из этих районов, несмотря на их протесты и заявления, что они арабы, а не греки. Накануне Второй мировой войны французские власти передали Турции район Александретты, в котором находится Антиохия. Эта акция (до сих пор официально не признанная Сирией) ухудшила положение местного христианского населения.
В 1929 году часть православных Ливана выступила за создание автокефальной Ливанской церкви, утверждая, что церковная независимость есть логическое следствие политической самостоятельности. Эти стремления были поддержаны французскими властями, но натолкнулись на стойкое неприятие сирийцев. В результате напряжённых переговоров в Бейруте и Захле (1929) стороны смогли прийти к соглашению, что Патриарший престол останется в Дамаске. Затянувшаяся процедура выборов нового Патриарха завершилась в феврале 1931 года избранием в Бейруте кандидата ливанской партии митрополита Лаодикийского Арсения (Хаддада). Вскоре в Дамаске на Патриарший престол был избран митрополит Трипольский Александр (Тахан). По смерти Арсения в январе 1933 года он объединил весь Патриархат под своей властью.
В течение всего XX века шла эмиграция арабов-христиан с Ближнего Востока. Многие оседали в Северной Америке, где до 1918 года находились в подчинении Русской православной церкви. После революции 1917 года в России, вызвавшей церковную смуту в Северной Америке, сиро-арабские приходы в Северной Америке частью вошли в русскую Североамериканскую митрополию, частью — в прямую юрисдикцию Антиохийского патриархата.
Антиохийской патриархии удалось договориться с Русской Северо-Американской митрополией о переходе всех арабских епархий под её омофор, однако намеченное рукоположение двух епископов в 1936 году обернулось новым расколом. Вместо того чтобы рукоположить одного из них в качестве викарного епископа, иерархи Русской православной церкви заграницей, в составе которой тогда вошла Северо-Американская митрополия, рукоположили его архиепископом Толедским, и он образовал собственную независимую церковь.
В 1972 году был принят ныне действующий Устав Антиохийской православной церкви.
Лишь в 1975 году раскол Антиохийской церкви в Америке был преодолён: 24 июня 1975 года митрополит Филипп (Салиба) Антиохийской архиепархии Нью-Йорка и митрополит Михаил (Шахин) Антиохийской архиепархии Толедо (Огайо) подписали «Статьи о воссоединении» — документ, восстановивший административное единство среди антиохийских православных в США и Канаде; 19 августа 1975 года «Статьи» были утверждены Синодом Антиохийского патриархата.
В октябре 2003 года митрополии Антиохийского патриархата в Северной Америке Синодом Антиохийской церкви было даровано самоуправление; викарные епископы митрополии были возведены на степень епархиальных.
В марте 2013 года Иерусалимский патриархат назначил епископа в учрежденную им Катарскую епархию, что вызвало протест со стороны Синода Антиохийского патриархата Поскольку ни одно из требований Антихийского патриархата не было удовлетворено, 27 июня 2015 года Синод Антиохийского Патриархата принял решение разорвать «всякое церковное общение» с Иерусалимским патриархатом. В 2023 году на фоне вооруженного конфликта на территории Израиля и Сектора Газа Священный Синод Антиохийского Патриархата принял решение восстановить общение с Иерусалимской Православной Церковью.

## Современное состояние

Официальные юрисдикции православных церквей по состоянию на 2022 год.

Высшая власть в Антиохийском патриархате принадлежит Священному синоду в составе 20 митрополитов. Председательствует в Синоде патриарх. По смерти 5 декабря 2012 года патриарха Игнатия IV, 167-м предстоятелем Антиохийской православной церкви 17 декабря 2012 года собором из 18 иерархов был избран митрополит Европейский Иоанн (Язиджи), ставший патриархом Антиохийским и всего Востока Иоанном X.
В настоящее время Антиохийский патриархат включает 22 епархии.
Из них шесть находятся в Сирии:
1. Антиохийская (Дамаск)
2. Веррийская (Алеппо)
3. Бострийская (Сведа)
4. Лаодикийская (Латакия)
5. Эпифанийская (Хама)
6. Эмесская (Хомс)

Шесть — в Ливане:
1. Бейрутская
2. Аркадийская (Хальба)
3. Библская (Бруммана)
4. Илиупольская (Захла)
5. Тирско-Сидонская (Сайда)
6. Триполийская (Триполи)

Кроме того: Багдадская, Кувейтская, Аравийского полуострова и прилежащих земель митрополия; восемь епархий на других континентах, а также автономная Антиохийская православная архиепископия Северной Америки. В последней с конца XX века наблюдается значительный рост численности вследствие обращения в православие и присоединения к Антиохийской юрисдикции американцев иных христианских деноминаций, преимущественно протестантских.
Официально заявленная численность паствы — 4 миллиона 320 тысяч, из которых на Ближнем Востоке — 1 миллион 250 тысяч человек. Поскольку Сирия — страна с большинством мусульманского населения, то выходными днями там являются пятница и суббота, в силу чего в православных храмах по пятницам обязательно служится Божественная литургия, чтобы все желающие смогли на ней присутствовать. Также имеется практика служения литургии по вечерам, чтобы учащиеся и работающие смогли участвовать в богослужении.
Антиохийская православная церковь располагает богословским учебным заведением: Богословский институт святого Иоанна Дамаскина, который имеет статус факультета при частном Баламандском университете. В целом собственных научных сил у Антиохийской Церкви мало.